# Gunnar Schupelius

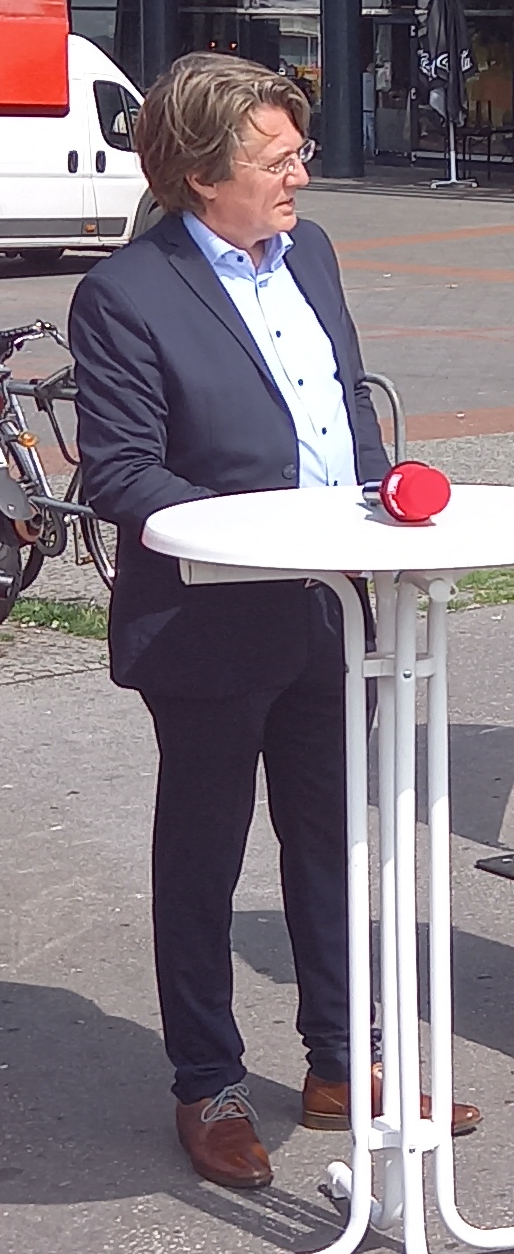
Schupelius 2021 bei der Moderation einer Wahldiskussion

Gunnar Schupelius (* 1963 in West-Berlin) ist ein deutscher Journalist, Sachbuchautor und Kolumnist der in Berlin erscheinenden Zeitung B.Z.

## Leben
Schupelius wuchs in Berlin-Wilmersdorf auf. 1983 engagierte er sich in der Friedensbewegung und trat den Grünen bei, die damals in Berlin noch Alternative Liste für Demokratie und Umweltschutz hießen. Nach seinem Geschichtsstudium absolvierte Schupelius die Axel-Springer-Journalistenschule und arbeitete für die Bild-Zeitung. In den 1990er Jahren war er Chefredakteur des Berliner Radiosenders Hundert,6. Von 1999 bis 2003 war er Nachrichtenchef der Welt am Sonntag. Von 2003 bis 2005 gehörte er der Chefredaktion der Zeitschrift Hörzu an. Seit 2005 ist er Chefkolumnist der Berliner Boulevardzeitung B.Z. und veröffentlicht dort täglich die Kolumne Mein Ärger. 2010 und 2011 leitete er das Hauptstadtbüro des Focus und kehrte anschließend zur B.Z. zurück.
Zusammen mit seiner Ehefrau Magdalena Schupelius verfasste er verschiedene Sachbücher zur Geschichte Berlins und Preußens. Das Ehepaar hat fünf Kinder, darunter die Fernsehmoderatorin und Musikerin Dorothea Schupelius.

## Brandanschläge
Schupelius erhielt nach eigenen Angaben seit 2005, dem Beginn seiner Kolumne, Anfeindungen aus dem linksextremen Spektrum. Seine Privatfahrzeuge waren zweimal Ziel von Brandanschlägen. 2014 wurde sein Auto in Berlin-Wilmersdorf in Brand gesetzt und dabei vollständig zerstört. Kurze Zeit später wurde auf einem linksextremen Szeneportal ein Bekennerschreiben veröffentlicht. Ende 2019 kam es zu einem weiteren Brandanschlag auf ein neu angeschafftes SUV von Schupelius, wobei wieder ein Totalschaden entstand. Erneut wurde kurze Zeit später auf dem Szeneportal Indymedia ein Bekennerschreiben veröffentlicht. Der Brandanschlag wurde vom Vorsitzenden des Deutschen Journalisten-Verbandes, Frank Überall, als Angriff auf die Pressefreiheit verurteilt.

## Bücher
- Beruf König: die wahre Lebensgeschichte von Friedrich II, Prestel Verlag, 2006
- Wer hat den Gummibär’n gemacht? : Marken und ihre Erfinder, Hinstorff Verlag, 2007
- Preußens Prinzessin, Berlin Story Verlag, 2010
- Alexander und Wilhelm – die Humboldts, Berlin Story Verlag, 2010
- Als die Mauer stand, Berlin Story Verlag, 2011
- Berlins Geschichte für Kinder, Berlin Story Verlag, 2013
- Mein Gorilla hat ne Villa ... im Zoo!, Berlin Story Verlag, 2016
- Der gerechte Zorn: Eine kritische Liebeserklärung an Berlin. Langen Mueller Herbig, 2024, ISBN 978-3-7844-8496-9.